# Attaque de Cuzco
Guerre inca-chanca
L'attaque de Cuzco, également appelée bataille de Jaquixahuana ou attaque de Carmenca, oppose — à une date inconnue, peut-être au début du XVe siècle, en 1424 ou 1438 — les Chancas aux Incas. Elle fait suite à la reddition du souverain inca Viracocha, lequel, avec son fils Urco, fui le Cuzco pour s'établir dans sa résidence à Chita et négocier la défaite inca. En l'absence de souverain, le jeune Inca Yupanqui, dont le nom de règne est Pachacutec, aidé d'une poignée de nobles et des principaux généraux incas, défend la ville et repousse l'offensive chanka. Cette victoire inca est inattendue, les chankas étant plus nombreux que les cuzquéniens et confiants dans leur victoire.
Au cours de cette bataille naquit le mythe des pierres Pururaucas — qui auraient aidées à la victoire inca et représenteraient une force surnaturelle du côté des incas’,—, et celui de la vision de la divinité créatrice Viracocha Pachayachachi, qui aurait, selon certaines sources, inspirée de nouvelles réformes religieuses.
L'attaque chanca est un outil narratif ouvrant, dans le récit oral incaïque de l'empereur Pachacutec, le récit biographique de ce-dernier, qui prend fin avec sa mort et les vers qui lui sont attribués.
Selon certains universitaires, cette attaque chanka serait une invention inca pour justifier la conquête de territoires au nord-ouest de Cuzco, un mythe, ou une réponse aux attaques préalables des incas. D'autres estiment qu'il s'agit d'un événement historique — avec une date exacte et des sources fiables — ou mytho-historique, avec un fondement historique enveloppé dans la légende.
D'après le chroniqueur Pedro Cieza de León, on pouvait encore y voir les « tombes » que les Incas avaient édifiées pour les Chancas morts au combat. Elles auraient servies d’avertissement. Les vaincus auraient été écorchés, leurs peaux bourrées de cendre et de paille; des centaines de positions différentes auraient été données à ces formes humaines : certaines ont la peau de l'estomac étirée comme un tambour, les autres semblent jouer de la flûte. Ces macabres trophées seraient restées en place jusqu’à la conquête espagnole du Pérou.

## Interprétation
Pour certains universitaires, l'attaque de Cuzco représenterait le moment décisif de l'épopée semi-mythique incaïque, laquelle deviendrait alors historique, avec l'avènement de l'empereur Pachacutec. Cependant, selon Gary Urton, « aucune donnée archéologique concordante » existerait pour soutenir cette vision « historicisée des histoires mythiques de la dynastie inca ». Selon Catherine Julien, la vision de la divinité Viracocha précédant l'attaque était l'ouverture dramatique du récit oral, retranscrit sur les quipus (cordelettes de nœuds), de l'empereur Pachacutec dans le cadre du genre historiographique du « récit biographique », gardé par son lignage (panaca) et dont la structure fut transmise et mise à l'écrit par les chroniqueurs Juan de Betanzos et Pedro Sarmiento de Gamboa. Pour un courant, la vision de la divinité créatrice Viracocha Pachayachachi aurait été la cause d'une réforme religieuse remplaçant la figure centrale du soleil (Inti) par Viracocha; d'autres estimèrent au contraire que le culte de Viracocha fut associé au souverain fuyard Viracocha Inca, et que Pachacutec institua la « solarisation » religieuse. Cirilo Vivanco Pomacanchari et Franck Meddens estiment que l'événement est inventé et sert de justificatif pour les conquêtes expansionnistes incaïques au nord-ouest de la vallée du Cuzco; ou que l'attaque est une réponse des chancas face aux activités militaires incas dans la région.

## Situation de Cuzco
Le prince Urco, avait été nommé co-régent et successeur du souverain Viracocha Inca, ce qui provoqua le mécontentement des généraux du Sapa Inca, Apu Mayta et Vicaquirao, lesquels fomentèrent un complot pour instaurer le prince Cusi Yupanqui, également appelé Rimac. Dans le même temps, un conflit entre la caste sacerdotale et la classe guerrière est arrivé à son point culminant à Cuzco. À ce moment-là, les rumeurs de l'avancée d'une armée de la confédération chanca, qui atteint son apogée culturelle en 1420, selon l'historien péruvien José Antonio del Busto Duthurburu, arrivèrent à Cuzco. Les chancas ayant établi leur campement dans la région, à Vilcacunca, et concevant le projet d'envahir le Cuzco, Viracocha, ses concubines, ses fils Urco et Socso, ont fuient la ville pour se retirer dans une forteresse sise au-dessus du village de Calca, peut-être Chita ou Jaquixahuana. Cependant, l'endroit précis du refuge de Viracocha Inca et d'Urco n'a pas été identifié par l'archéologie, et la forteresse mentionnée par les sources n'a laissée de traces au lieu qui lui est attribué, dans la vallée de Yucay au-dessus du village de Calca. Cusi Yupanqui, ayant échoué à convaincre le souverain, resta défendre la cité, aidé d'une poignée de nobles, dont notamment son frère Roca, les généraux Apu Mayta et Vicaquirao, ainsi que Quiliscachi Urco Guaranga, Chima Chaui Pata Yupanqui, Viracocha Paucar Inca et Mircoynama. Les chancas envoyèrent des messagers vers l'Inca Viracocha, auxquels il réitéra son offre de soumission, avant d'apprendre de la situation à Cuzco et, sûrs de leur victoire, de donner trente jours aux cuzquéniens pour préparer la défense du Cuzco. À l'échelle ,des structures régissant le Cuzco, cette attaque permet aux sinchis (chefs de guerre) de prendre définitivement le dessus sur la caste sacerdotale, et d'initier une politique expansionniste. Pour certains universitaires, en revanche, l'attaque des chancas est peut-être une réponse aux agressions incaïques préalables ou une histoire fabriquée pour justifier les conquêtes incas au nord-ouest du Cuzco. Selon les chroniqueurs coloniaux Pedro Sarmiento de Gamboa et Juan de Betanzos, se fondant sur un récit biographique inca, Yupanqui, alors qu'il se trouvait à Susurpuquio, eut une apparition d'une divinité, Viracocha Pachayachachi, qui l'encouragea dans son entreprise’’. Les faibles effectifs de Cuzco creusèrent alors des trous et des pièges pour l’arrivée des Chancas.
Selon le chroniqueur Martin de Morúa, l'attaque aurait eu lieu à Quialtichi, près de Cuzco, durant le règne de l'Inca Pachacutec.

## L’attaque
L'Inca Quiliscachi, chargé d'observer les mouvements des chancas, s'aperçut de leur avancée vers Cuzco, et en informa les cuzquéniens armés. Ils surgirent du haut de la colline appelée Carmenca, accompagnés de leur idole Uscovilca, et menèrent l'offensive des deux côtés. À Carmenca, Yupanqui se dirigea à la tête d'un petit contingent d'hommes vers les armées chancas, et les forces opposées se battirent avec leurs armes respectives, sous l'observation des kurakas (chefs) des peuples environnants, restés neutres. Du côté du quartier des lignages Choco et Cachona, le seigneur Chañan Cury Coca et son épouse parvinrent à vaincre les armées chancas. Lors de deux premières offensives, l'armée chanca avait l'avantage, mais au troisième assaut, la situation s'inversa. Selon les traditions rapportées par les chroniqueurs coloniaux, le prêtre Topa Huanchire décida de placer des pierres, qui se transformèrent en soldats et prirent part aux combats, postérieurement vénérées comme huacas sous le nom de Pururaucas et qui contribuèrent à la réputation redoutable des incas dans les Andes’. Yupanqui avança alors au cœur de l'armée chanca et renversa l'idole sacrée Uscovilca, semant la panique dans les rangs des forces chancas, qui se retirèrent et se rassemblèrent à Ichupampa.

## Conséquences
Suivant la bataille de Yahuar Pampa Cusi Yupanqui retourna à la forteresse de Chita, là où se réfugièrent Viracocha et Urco. Là, il demanda à Viracocha de cueillir le fruit de la victoire. Mais ce dernier considérait que cette tâche revenait à Urco, dans la qualité de co-régent de celui-ci, ce qui déplut aux incas. Cusi Yupanqui repartit à Cuzco furieux, mais il n’avait pas dit son dernier mot. Viracocha non plus n’avait pas dit son dernier mot : il envoya ses officiers pour aller tuer Cusi Yupanqui. Cusi Yupanqui, connaissant les mauvaises intentions de son père, vaincra l’embuscade’.
À la suite de la victoire inca à Cuzco, les chefs des peuples environnants, auparavant réservés, s'allièrent aux incas, qui avaient désormais le dessus, contre les chancas réfugiés à Ichupampa.
L'historienne et archéologue María Rostworowski a émis la thèse que Cusi Yupanqui n'était en réalité pas le fils du souverain Viracocha mais qu'il appartenait au panaca (lignage) d’Iñaca Panaca (un ancien panaca peut-être fondé, selon Rostworowski, par Mama Huaco, épouse du premier inca Manco Capac). L’attaque des Chancas et les événements qui suivirent ressembleraient  plus ou moins à un changement de souverain selon les coutumes successorales incaïques — selon lesquels les capacités militaires et administratives décidaient de la légitimité souveraine — que les souverains d'entités politiques dans les Andes précolombiennes essayèrent souvent de contourner pour imposer leur descendance à la succession. L'historienne considère que les chroniqueurs espagnols d'époque coloniale ont changé ce fait puisqu'à leurs yeux cela ferait de Pachacútec un souverain illégitime, ce qui ne correspond pas, cependant, selon elle, au concept de légitimité dans les Andes. En effet, la légitimité fut fondée sur les capacités militaires plus que sur le droit d’aînesse ou l’ascendance’,.